# Bladimir Díaz
Bladimir Yovany Díaz Saavedra (Buenaventura, 10 luglio 1992) è un calciatore colombiano, attaccante del Fuerte Aguilares.

## Carriera

### Club
Dopo aver iniziato la sua carriera nelle leghe inferiori colombiane, tra il 2015 e il 2019 gioca nel massimo campionato salvadoregno, vestendo le maglie di Chalatenango e Alianza. Con questi ultimi esordisce nella CONCACAF Champions League
Nel 2020, si trasferisce nel vicino Guatemala, vestendo le maglie di Comunicaciones e Cobán Imperial, rimanendovi fino al 2021, quando torna nuovamente a El Salvador vestendo le casacche di Chalatenango e FAS.
Nell'estate del 2022 firma per la formazione armena dell'Alaškert, con la quale esordisce anche in Conference League. La permanenza nel club europeo si interrompe all'inizio del 2023, quando firma per la formazione saudita dell'Al-Diriyah.

## Palmarès

### Club

#### Competizioni nazionali
- Campionato guatemalteco: 1

Comunicaciones: Clausura 2020